# サラエヴォ＝ロマニヤ地方

サラエヴォ＝ロマニヤ地方
Сарајевско-романијска регија 
Sarajevsko-romanijska regija 
Sarajevsko-romanijska regija

サラエヴォ＝ロマニヤ地方（ドボイちほう、セルビア語:Сарајевско-романијска регија 、ボスニア語:Sarajevsko-romanijska regija 、クロアチア語:Sarajevsko-romanijska regija ）、あるいはソコラツ地方（ソコラツちほう、セルビア語:Соколац、ボスニア語:Sokolac、クロアチア語:Sokolac）はボスニア・ヘルツェゴビナ共和国の構成主体（エンティティ）のひとつであるスルプスカ共和国を構成する地方。主都はソコラツ。

## 概要
サラエヴォ＝ロマニヤ地方は、ボスニア・ヘルツェゴビナ共和国の首都サラエヴォ市域の一部を含み、その地方呼称はロマニヤ山（Romanija）にちなむ。
サラエヴォ＝ロマニヤ地方の中心はソコラツであり、その人口は12,607人（2013年）である。ソコラツはノルウェー、ソグン・オ・フィヨーラネ県のヘイヤンゲルとの特別な関係から「小ノルウェー」の名称で知られる。ソコラツは、北ヨーロッパ起源のセルビア人によるノルウェー遺跡を有する代表的な町である。
その他に特徴的な町としてはパレがあり、元来はサラエヴォの郊外居住地であったが、ボスニア紛争のデイトン合意による終結後に急激に人口が増加した。

## 基礎自治体
サラエヴォ＝ロマニヤ地方に属する6つの自治体（*で示す）は、イストチノ・サラエヴォ（旧称スルプスコ・サラエヴォ）を構成している。
1. イストチナ・イリジャ*（Istočna Ilidža、旧称スルプスカ・イリジャ）
2. イストチニ・スタリ・グラド*（Istočni Stari Grad、旧称スルプスキ・スタリ・グラド）
3. イストチノ・ノヴォ・サラエヴォ*（旧称ルカヴィツァ、あるいはスルプスコ・ノヴォ・サラエヴォ）
4. パレ*（Pale）
5. ソコラツ*（Sokolac）
6. トルノヴォ*（Trnovo）
7. ロガティツァ（Rogatica）
8. ハン・ピイェサク（Han Pijesak）